# Frederico III de Hesse-Cassel
Frederico III de Hesse-Cassel (11 de setembro de 1747 - 20 de maio de 1837), nasceu como príncipe Frederico de Hesse, foi o membro mais novo da dinastia que governou Hesse-Cassel e um general dinamarquês.
Era o filho mais novo do príncipe-herdeiro Frederico II de Hesse-Cassel (o futuro conde Frederico II) e da princesa Maria da Grã-Bretanha. Foi o último neto sobrevivente do rei Jorge II da Grã-Bretanha, tendo vindo a morrer apenas um mês antes da sua prima em segundo-grau, Vitória, chegar ao trono britânico.

## Juventude
O seu pai, na altura príncipe herdeiro (viria a reinar de 1760 até à sua morte em 1785) tinha deixado a família em 1747 e pouco depois converteu-se ao catolicismo e, em 1755, terminou formalmente o seu casamento. O jovem príncipe Frederico, juntamente com os seus dois irmãos mais velhos, ficaram ao cuidado da mãe, a marquesa Maria e passaram a partir de 1747 a ser protegidos pelos seus parentes protestantes e pouco depois mudaram-se para a Dinamarca como convidados da rainha Luísa, sua tia, que entretanto morreu em 1751. Os seus dois irmãos mais velhos casaram-se com princesas dinamarquesas, suas primas diretas, em 1763 e 1766 respectivamente. Todos os seus irmãos ficaram na Dinamarca, tornando-se proprietários e funcionários reais importantes. Só o seu irmão mais velho regressou a Cassel em 1785 quando ascendeu ao trono.

## Casamento
Casou-se com a princesa Carolina de Nassau-Usingen, uma herdeira notável de uma família que se tinha extinguido pela linha masculina. A sua herança incluía os castelos de Rumpenheim, que se tornaram nas residências da família.

## Descendência
- Guilherme (24 de dezembro de 1787 - 5 de setembro de 1867), casado com Luísa Carlota da Dinamarca (1789-1864) e pai da condessa Luísa de Hesse-Cassel (esposa do rei Cristiano IX da Dinamarca).
- Carlos Guilherme (9 de março de 1789 - 10 de setembro de 1802)
- Frederico Guilherme (24 de abril de 1790 - 25 de outubro de 1876)
- Luís Carlos (12 de novembro de 1791 - 12 de maio de 1800)
- Jorge Carlos (14 de janeiro de 1793 - 4 de março de 1881)
- Luísa Carolina Maria Frederica (9 de abril de 1794 - 16 de março de 1881)
- Maria Guilhermina Frederica (21 de janeiro de 1796 - 30 de dezembro de 1880), casada com Jorge I de Mecklemburgo-Strelitz
- Augusta Guilhermina Luísa (25 de julho de 1797 - 6 de abril de 1889), casada com o príncipe Adolfo, duque de Cambridge